# Þórisvatn
Il Þórisvatn è il più grande bacino idrico dell'Islanda. È situato nella parte meridionale degli altopiani d'Islanda, nella valle Sprengisandur.

## Descrizione
La superficie del lago originaria del lago è aumentata in seguito alla costruzione di una diga di sbarramento per creare un bacino idroelettrico e attualmente si estende fino a 88 km². La sua profondità massima è di 109 metri.
Il principale fiume che l'attraversa è il Þjórsá, che scende dal ghiacciaio Hofsjökull. A sud le acque del lago vengono sfruttate per la produzione di energia elettrica.
Come molti altri di origine glaciale, formati dalle acque di fusione del ghiaccio, le sue acque hanno un forte colore verde opaco, che si staglia nettamente nel grigio del terreno lavico circostante.